# Moffat (Colorado)
Moffat es un pueblo ubicado en el condado de Saguache en el estado estadounidense de Colorado. En el año 2000 tenía una población de 114 habitantes y una densidad poblacional de 31,7 personas por km².

## Geografía
Moffat se encuentra ubicada en las coordenadas 37°59′56″N 105°54′22″O / 37.99889, -105.90611.

## Demografía
Según la Oficina del Censo en 2000 los ingresos medios por hogar en la localidad eran de $28.906, y los ingresos medios por familia eran $28.333. Los hombres tenían unos ingresos medios de $14.750 frente a los $22.083 para las mujeres. La renta per cápita para la localidad era de $14.388. Alrededor del 25,2 % de la población estaba por debajo del umbral de pobreza.